# Croton sagraeanus
Espèce
Croton sagraeanus est une espèce de plantes à fleurs du genre Croton et de la famille des Euphorbiaceae, présente à Cuba (y compris l'île de la Jeunesse).
Il a pour synonymes :
- Croton claraensis, Urb., 1919
- Croton stenophyllus var. rosmarinifolius, Müll.Arg., 1865
- Oxydectes sagraeana, (Müll.Arg.) Kuntze